# Oleria zelica
Oleria zelica är en fjärilsart som beskrevs av William Chapman Hewitson 1856. Oleria zelica ingår i släktet Oleria och familjen praktfjärilar. Inga underarter finns listade i Catalogue of Life.

## Bildgalleri

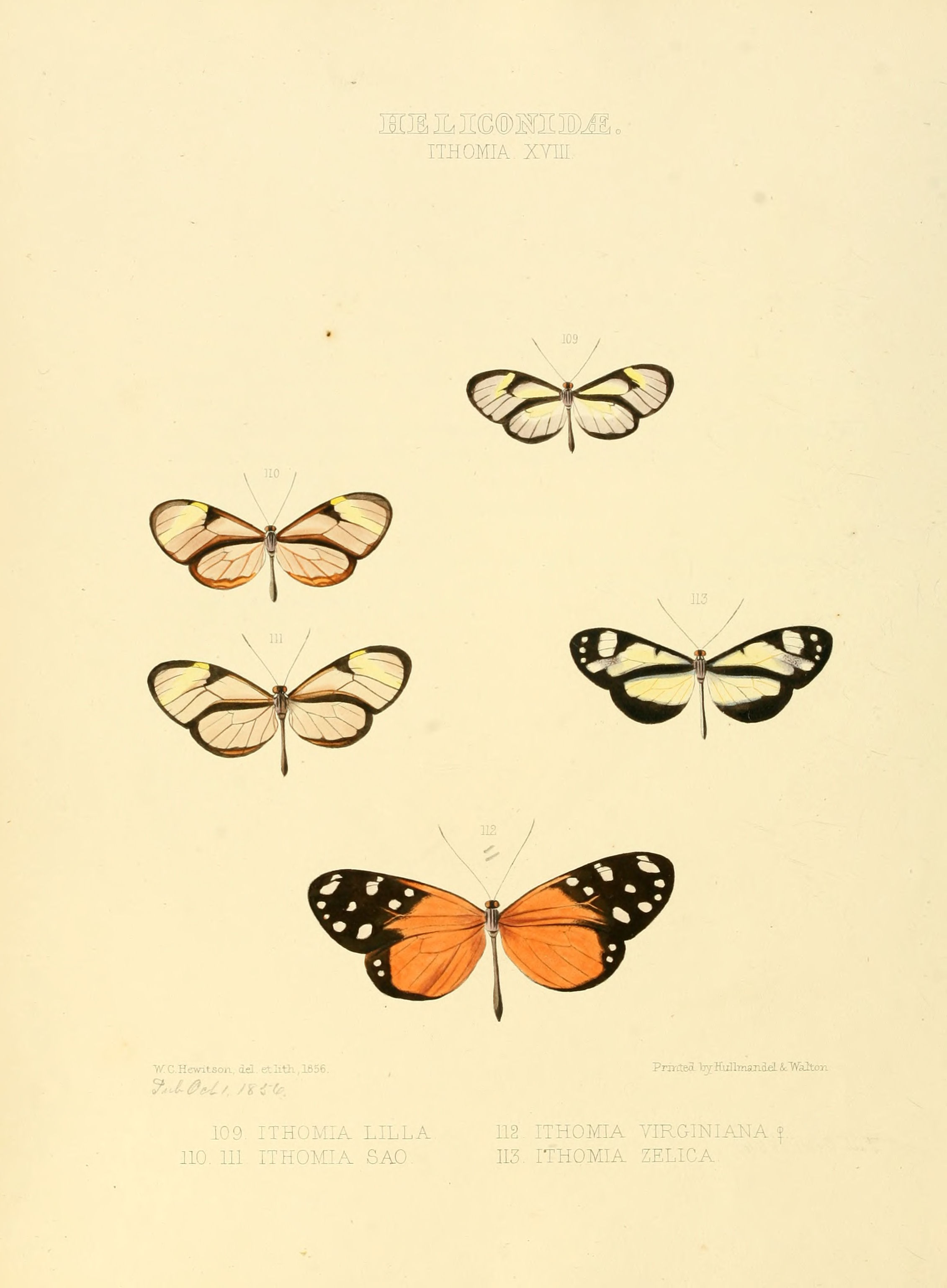